# 대한민국 경찰특공대

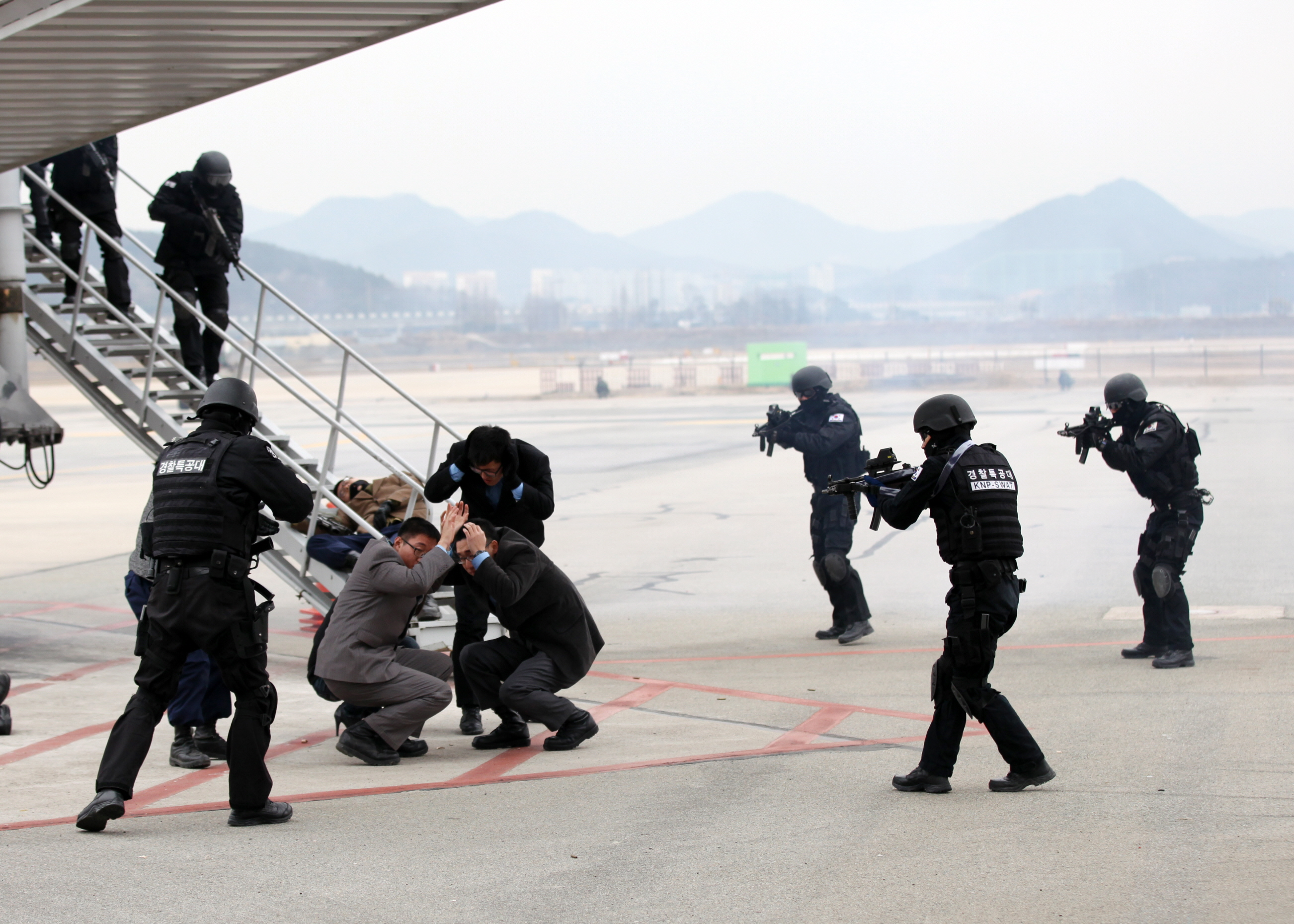
대테러 훈련 중인 대한민국 경찰특공대 대원들

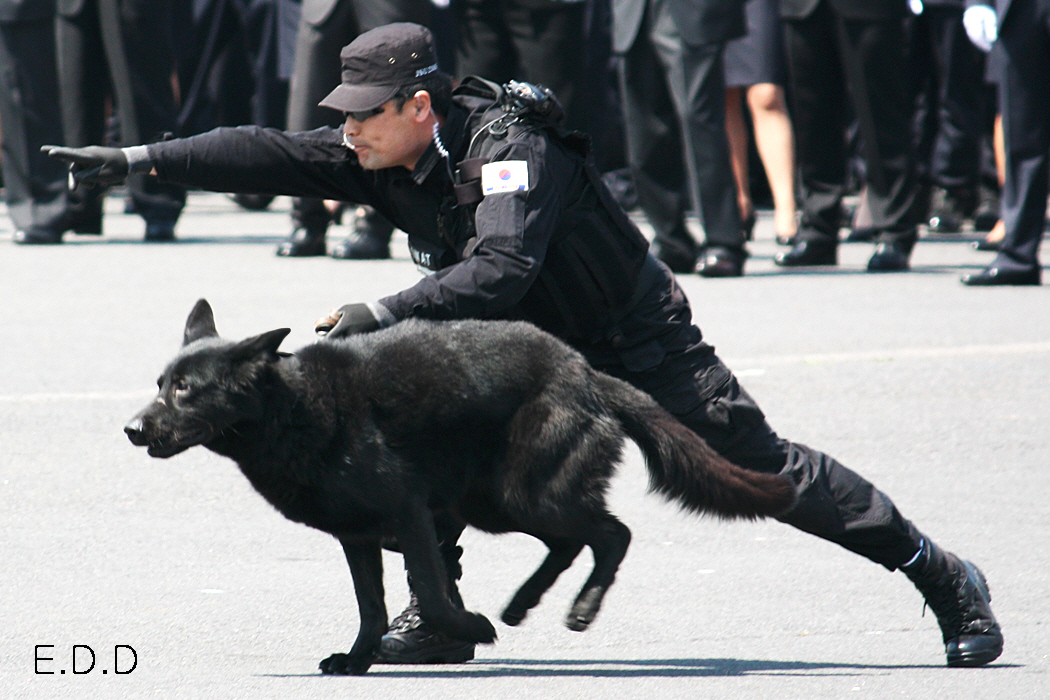
대한민국 경찰특공대의 폭발물 탐지견과 탐지견 운용요원

경찰특공대(警察特攻隊, 영어: Special Operation Unit, SOU)는 인질극이나 총기 난사 등과 같은 특수 강력범죄나 테러 사건에 대한 대응 및 진압, 테러 활동의 예방 및 저지, 요인 경호 및 국가 주요 행사에 대한 안전 지원 등을 주 임무로 하는 대한민국 경찰청 예하의 경찰 특수부대이자 대테러 부대이다. 1986년 서울 아시안 게임과 1988년 서울 올림픽 등 대한민국에서 개최되는 주요 국제 행사를 앞두고 테러 범죄에 대비하기 위하여 1983년 10월 5일 당시 치안본부(현 경찰청) 산하에 창설되었다.
1994년 경찰청에서 서울경찰청으로 소속이 이관되었으며, 1998년부터는 서울 외의 다른 시·도 경찰청에도 경찰특공대가 창설되기 시작해 현재는 전국의 18개 시·도 경찰청에 전부 경찰특공대가 설치되어 있다. 이들은 각 시·도 경찰청장 예하에 소속되며, 일반적으로 전술요원, 폭발물 처리요원, 폭발물 분석요원, 탐지견 운용요원 등으로 구성되고, 경찰특공대장은 경감~총경이 보임된다.
영문 약칭으로는 미국의 SWAT을 본따 KP-SWAT, KNP-SWAT 등으로 불리다가 2018년 공식 영문 약칭을 SOU(Special Operation Unit)로 확정했다.

## 연혁
- 1983년 : 치안본부 산하에 경찰특공대 창설
- 1994년 : 소속을 경찰청에서 서울지방경찰청으로 이관
- 1998년 : 부산지방경찰청, 대구지방경찰청, 대전지방경찰청[1], 광주지방경찰청[2]에 경찰특공대 창설
- 2001년 : 인천지방경찰청에 경찰특공대 창설
- 2005년 : 제주지방경찰청에 경찰특공대 창설
- 2017년 : 경기북부지방경찰청에 경찰특공대 창설
- 2019년 : 경기남부지방경찰청, 경남지방경찰청에 경찰특공대 창설
- 2020년 : 경북지방경찰청, 전북지방경찰청, 세종지방경찰청에 경찰특공대 창설
- 2021년 : 충남경찰청, 전남경찰청에 경찰특공대 창설
- 2023년 : 강원경찰청, 충북경찰청, 울산경찰청에 경찰특공대 창설

## 지원 및 선발
대한민국 경찰특공대의 선발 자격 요건(경력채용)은 까다롭기로 유명한데, 경찰특공대에 지원하려면 태권도·유도·검도·합기도 등 무도 공인 2단 이상, 교정시력 제외 시력 1.0 이상, 운전면허 1종 보통 이상 등의 자격 요건을 갖추어야 한다.
선발 분야별로는 전술요원의 경우 군 특수부대 18개월 이상 복무 경력(단 여성은 예외), 폭발물 처리요원의 경우 화약류관리 또는 제조보안책임자 면허 2급 이상 취득자 또는 전자산업기사 이상 취득자일 것, 폭발물 분석요원의 경우 관련분야 박사학위 취득 후 1년 이상 관련기관 실무경력이 있는 자 또는 관련분야 석사학위 또는 자격증 취득 후 4년 이상 관련기관 실무 경력이 있는 자일 것을 요한다.
위의 자격 요건을 모두 충족하고 경찰특공대 경력채용에 지원하면, 1차로 체력 검정을 통과해야 하며, 체력 검정을 통과하면 2차로 필기시험(형법, 형사소송법, 경찰학개론 3과목)에 합격해야 한다. 필기시험까지 합격하면 이후 응시 자격 등 심사 및 면접을 거쳐 모두 합격해야만 최종적으로 경찰특공대에 선발될 수 있다.
한편, 경력채용 이외에 경찰 내부적으로도 경력 2년 이상의 일선 현직 경찰관을 대상으로 경찰특공대원을 선발하기도 하는데, 현직자 대상 선발의 경우 상술한 특수부대 복무 경력과 무도 자격증 미보유자여도 지원이 가능하다.